# 산둥 대학
산둥 대학(山東大學)은 중화인민공화국의 국립 대학교이다.

## 연혁
청 제국 말기 시대였던 1901년 11월 15일에 산둥 대학당(山東大學堂)으로 첫 개교되었고 그 후 중화민국 대륙 본토 국민정부 시대였던 1929년 10월 25일에 산둥 대학관(山東大學館)으로 교명 개칭되었으며 이후 중화인민공화국 정권 초기 때이던 1953년 산둥 대학(山東大學)으로 교명 재개칭되었으며 이후 이 교명이 현재에 이르고 있다.

## 같이 보기
- 지난 대학 (지난시)